# Ferrovia Colonia-Francoforte
La ferrovia Colonia–Francoforte (in tedesco: Neubaustrecke Köln-Rhein/Main) è una linea ferroviaria ad alta velocità lunga 177 chilometri in Germania che collega le città di Colonia e Francoforte sul Meno.
La ferrovia segue per la massima parte il percorso della Bundesautobahn 3. La pendenza della linea fino al quattro per cento richiede treni con un basso rapporto massa/potenza che attualmente è garantito soltanto dai treni InterCityExpress di terza generazione (ICE 3) a trazione distribuita Velaro, al contrario degli ICE 1 e 2.